# Aleksandar Georgiev
Pour les articles homonymes, voir Georgiev.
Aleksandar Georgiev, (en bulgare : Александър Георгиев), né le 20 janvier 1990 à Varna, en Bulgarie, est un joueur bulgare de basket-ball, évoluant au poste d'ailier fort.